# Riksväg 95
De Zweedse rijksweg 95 is gelegen in de provincies Västerbottens län en Norrbottens län en is circa 355 kilometer lang. De weg wordt ook wel Silvervägen (Zilverweg) genoemd en loopt van de Botnische Golf naar Bodø in Noorwegen.

## Plaatsen langs de weg
- Skellefteå
- Varuträsk
- Boliden
- Jörn
- Glommersträsk
- Abborrträsk
- Arvidsjaur
- Arjeplog
- Semisjaur-Njarg
- Jäkkvik
- Tjärnberg

## Knooppunten
- E4 en Länsväg 372 bij Skellefteå (begin)
- Länsväg 370 bij Boliden
- Länsväg 365 bij Glommersträsk
- Länsväg 373 bij Abborrträsk
- Riksväg 94 bij Arvidsjaur
- E45: gezamenlijk tracé, bij Arvidsjaur
- Riksvei 77 in Noorwegen (einde)

Europese wegen:
E4 · E6 · E10 · E12 · E14 · E16 · E18 · E20 · E22 · E45 · E65
Riksvägar:
9 · 11 · 13 · 15 · 17 · 19 · 21 · 23 · 24 · 25 · 26 · 27 · 28 · 29 · 30 · 31 · 32 · 34 · 35 · 37 · 40 · 41 · 42 · 44 · 46 · 47 · 49 · 50 · 51 · 52 · 53 · 55 · 56 · 57 · 61 · 62 · 63 · 66 · 68 · 69 · 70 · 72 · 73 · 75 · 76 · 77 · 83 · 84 · 86 · 87 · 90 · 92 · 94 · 95 · 97 · 98 · 99